# Литгоу, Бэзил
Бэзил Литгоу (англ. Basil Lythgoe; 18 августа 1913, Ли (Большой Манчестер) — 18 апреля 2009, Уайкболд) — британский химик-органик, профессор органической химии в Университете Лидса, член Лондонского королевского общества (1958).

## Биография

### Начало жизни. Образование
Бэзил Литгоу родился в городе Ли, Ланкашир, в семье офисного работника Питера Уиттакера Литгоу. Начальное образование получил в Грамматической школе Ли.
В 1930 году Литгоу поступил в Манчестерский университет по гранту, полученному от графства. Грант покрывал только стоимость обучения в университете, поэтому он продолжал жить в семейном доме, откуда ежедневно ездил в Манчестер. В 1934 г. он получил диплом с отличием первого класса. В 1933—1934 гг. был оставлен для продолжения исследовательской работы в аспирантуре. В 1936 г. Литгоу получил степень доктора философии под руководством Иана Хейлброна, заведующего кафедрой химии им. сэра Самуэля Холла. К этому времени у него вышло четыре публикации, две из которых касаются кислородсодержащих гетероциклов пиронов, другие две были посвящены природным пигментам .
После защиты докторской диссертации Литгоу поступил на работу в ICI в Хаддерсфилде в качестве подработки до освобождения вакансии в университете, здесь он исследовал синтетический краситель. Вскоре он вернулся в Манчестерский университет в качестве ассистента преподавателя. В это время он работал с Александром Тоддом, который занял кафедру имени сэра Самуэля Холла после отъезда Хейлброна в Имперский колледж. Во время работы в Манчестере Литгоу проживал в университетском доме для сотрудников, где познакомился с Кейт Халлум, уроженкой Сент-Андруса, до поступления в Манчестер окончившей математический факультет Кембриджа. Они поженились в 1946 г., к тому времени Литгоу вместе с Тоддом переехал из Манчестера в Кембридж. В браке родились два сына: Джон (род. 1948 г.) и Эндрю (род. 1950 г.) .

### Деятельность в Кембридже
Нуклеозиды были основной темой совместной работы Тодда и Литгоу как в Манчестере, так и в Кембридже. Среди выпущенных в тот период работ особое место занимают работы, связанные с изучением аденина и его предшественника аденозина. Фрэнсис Крик, лауреат Нобелевской премии 1962 года, известный в связи с открытием молекулярной структуры нуклеиновых кислот, признал, что определение правильной структуры ДНК было бы невозможно без информации о нуклеозидах и нуклеотидах, предоставленной лордом Тоддом и его коллегами. Позже Литгоу составил собственную программу исследований, в рамках которой он изучал структуру нуклеозидов вплоть до отъезда из Кембриджа в Лидс в 1953 году. В этот период он опубликовал более 10 статей с единоличным авторством (без соавторства Хейлброна и Тодда).
В своей более поздней работе в Кембридже Литгоу исследовал структуру макрозамина, очень токсичного природного вещества. Макрозамин содержится в растениях рода Macrozamia, произрастающих только в Австралии и вызывающих там высокую смертность скота. Литгоу получил образец макрозамина, взятый из образца вида Macrozamia Riedlei, и начал работу по изучению структуры этого токсичного вещества. Литгоу обратил особое внимание на азоксигруппу, отметив, что ранее она не встречалась в исследуемых природных продуктах . Позже он синтезировал азоксиметан.
В 1958 году Литгоу получил звание члена Королевского общества.

### Научная деятельность в Лидсе
В 1953 г. Литгоу занял должность профессора органической химии в Лидсском университете и оставался на ней вплоть до выхода на пенсию в 1978 году. Работа Литгоу по изучению алкалоидов таксина началась в 1952 году и продолжалась до 1960-х годов . Алкалоиды таксина содержатся в тисовом дереве и являются ядовитыми. В его работе 1958 года было описано изолирование «безазотного производного» таксина-1. В дальнейшем, его структура была определена с использованием ядерного магнитного резонанса (ЯМР). Во время работы над таксинами ЯМР-спектроскопия только недавно вошла в органическую химию, именно этот метод позволил Литгоу окончательно установить структуру алкалоида.
Помимо этого, в научных интересах Литгоу фигурировали кальциферол (витамин D2) и холекальциферол (витамин D3), размышления над структурой которых начали появляться в его работах с 1955 года. Витамин D3 имеет структуру, отличающуюся от кальциферола только отсутствием одной метильной группы в боковой цепи, присоединенной к пятичленному кольцу. Триеновая структура является характерной особенностью холекальциферола и его «родственников». В своей работе 1958 года Литгоу описал синтез этого триена, начиная с бициклического αβ-ненасыщенного лактона. Одно из его колец было раскрыто, и структура превратилась в фосфорное (виттиговское) производное. Затем две такие структуры можно заставить соединиться и получить требуемый триен. Процедура была столь же успешной, когда в качестве исходного материала использовался другой αβ-ненасыщенный лактон.
Также часть работ Литгоу в этой области заключалась в лабораторном превращении холестеролпроизводных в холестановые производные. Одна из его последних научных работ, опубликованная через год после его ухода на пенсию, продолжает тему превращения холестериновых производных в холестановые.

### Последние годы жизни
Перед тем как уйти на пенсию из Лидса, Литгоу успел увидеть, как его сыновья окончили университет: Джон — по профилю «электротехника и электроника» в Бирмингемском университете, Эндрю — по профилю «материаловедение» в Ливерпульском университете.
Его жена Кейт Литгоу умерла в 2003 году. Вскоре после этого Литгоу переехал из Лидса в Вустершир, к младшему сыну Эндрю. К концу жизни он страдал от слабоумия. Бэзил Литгоу скончался 18 апреля 2009 года.